# Bartlett (Texas)
Bartlett è un centro abitato degli Stati Uniti d'America, situato nella contea di Bell dello Stato del Texas. Il suo territorio è parte anche della Contea di Williamson. Secondo il censimento effettuato nel 2010, gli abitanti erano 2 684.

## Storia
La città prende il nome da John T. Bartlett. Nel 1882 venne aperto un ufficio postale.

## Geografia fisica
Bartlett è situata a 30°47′44″N 97°25′50″W (30.795621, -97.430680), 24 miglia (39 km) a sud di Temple e 50 miglia (80 km) a nord est dal centro Austin. La città si trova a cavallo della linea tra le contee di Bell e Williamson, ma si trova per lo più nella contea di Bell. È inoltre attraversata dalla State Highway 95.
Secondo lo United States Census Bureau, ha un'area totale di 1,2 miglia quadrate (3,2 km²).

## Società

### Evoluzione demografica
| Anno       | Popolazione | ±%     |
| ---------- | ----------- | ------ |
| 1890       | 206         | Note:  |
| 1900       | 957         | 364.6% |
| 1910       | 1,815       | 89.7%  |
| 1920       | 1,731       | −4.6%  |
| 1930       | 1,873       | 8.2%   |
| 1940       | 1,668       | −10.9% |
| 1950       | 1,727       | 3.5%   |
| 1960       | 1,540       | −10.8% |
| 1970       | 1,622       | 5.3%   |
| 1980       | 1,567       | −3.4%  |
| 1990       | 1,439       | −8.2%  |
| 2000       | 1,675       | 16.4%  |
| 2010       | 1,623       | −3.1%  |
| Stima 2015 | 2,761       | 70.1%  |

Secondo il censimento del 2000, c'erano 1.675 persone, 571 nuclei familiari e 404 famiglie residenti nella città. La densità di popolazione era di 1.373,3 per miglio quadrato (530,1/km²). C'erano 638 unità abitative a una densità media di 523,1 per miglio quadrato (201,9/km²). La composizione etnica della città era formata dal 61,61% di bianchi, il 17,97% di afroamericani, lo 0,66% di nativi americani, lo 0,06% di asiatici, il 16,84% di altre razze, e il 2,87% di due o più etnie. Ispanici o latinos di qualunque razza erano il 33,07% della popolazione.
C'erano 571 nuclei familiari dei quali il 35,0% aveva figli di età inferiore ai 18 anni, il 52,0% erano coppie sposate conviventi, il 14,5% aveva un capofamiglia femmina senza marito, e il 29,1% erano non-famiglie. Il 27,3% di tutti i nuclei familiari erano individuali e il 16,5% aveva componenti con un'età di 65 anni o più che vivevano da soli. Il numero di componenti medio di un nucleo familiare era di 2,78 e quello di una famiglia era di 3,40.
C'erano il 29,3% di persone sotto i 18 anni, l'8,8% di persone dai 18 ai 24 anni, il 23,0% di persone dai 25 ai 44 anni, il 19,9% di persone dai 45 ai 64 anni, e il 18,9% di persone di 65 anni o più. L'età media era di 36 anni. Per ogni 100 femmine c'erano 91,2 maschi. Per ogni 100 femmine dai 18 anni in giù, c'erano 83,9 maschi.
Il reddito medio per nucleo familiare era di 26.094 dollari, e il reddito medio per famiglia era di 35.595 dollari. I maschi avevano un reddito medio di 22.273 dollari contro i 21.016 dollari delle femmine. Il reddito pro capite era di 12.649 dollari. Circa il 21,1% delle famiglie e il 25,6% della popolazione erano sotto la soglia di povertà, incluso il 29,5% di persone sotto i 18 anni e il 30,3% di persone di 65 anni o più.

## Istruzione
La città è servita dal Bartlett Independent School District, ed è sede dei Bartlett High School Bulldogs.

## Clima
Il clima in questa zona è caratterizzato da estati calde e umide e inverni generalmente non troppo rigidi. Secondo la Classificazione dei climi di Köppen, Bartlett possiede un clima subtropicale umido, abbreviato in "Cfa" sulle mappe climatiche.